# Институт физики горных процессов НАН Украины
Институт физики горных процессов НАН Украины — одна из ведущих научно-исследовательских организаций Украины, специализирующаяся на проведении фундаментальных исследований в области физики угля и горных процессов. С основания и до 2012 года институт возглавлял Анатолий Дмитриевич Алексеев, член-корреспондент НАНУ, академик АГНУ и РАЕН, профессор, доктор технических наук.
ИФГП в Донецке возглавляет Лареат Государственной премии Стариков Геннадий Петрович (с 2022)

## История
Институт физики горных процессов НАН Украины создан 2002 года согласно постановлению № 105 Президиума НАН Украины путем реорганизации Отделение физико-технических горных проблем ДонФТИ им. А. А. Галкина НАН Украины.
Основы ИФГП заложил академик НАН Украины А. А. Галкин — основатель Донецкого физико-технического института НАН Украины.
Первично, по инициативе академика А. А. Галкина, в 1967 году в Донфти была создана лаборатория физики сверхвысокого давления для выполнения фундаментальных и прикладных исследований на потребности угольной промышленности региона. С расширением тематики и числа квалифицированных научных сотрудников в лабораторию в 1976 году было преобразовано в отдел Физики горных пород. Отдел принимал участие в выполнении Государственной программы «Создать новые технологии, материалы и изделия на основе природных дисперсных систем»; Республиканской научно-технической программы «Энергокомплекс»; Региональных научно-технических программ «Донбасс», «Уголь», «Металл», «Машиностроение».
В 1987 году при отделе создана отраслевая научно-исследовательская лаборатория двойного подчинения: Национальной академии наук и Министерству угольной промышленности Украины. Это позволило отделу теснее сотрудничать с угольными предприятиями и организациями Донецкого региона при создании перспективных способов и средств управление состоянием горного массива с целью обеспечения безопасного и эффективного извлечения угля.
В 1992 году отдел и лаборатория общим решением Президиума Национальной академии наук и Министерства угольной промышленности были преобразованы в Отделение физико-технических горных проблем, а в 1996 году по решению Президиума НАН Украины, Отделению был придан статус юридического лица.
С 2002 года Институт физики горных процессов действует как самостоятельная структурная единица НАН Украины в таких научных направлениях, как физика горных процессов на больших глубинах, создание способов активного управления состоянием горного массива, разработка физико-химической технологии перевода угольных пластов в выбросонебезопасном состоянии, разработка методик прогнозирования состояния горного массива и земной поверхности при затоплении угольных шахт.
Институт физики горных процессов сегодня является ведущей научной организацией страны и мира по проблеме «Физика угля и горных процессов на больших глубинах».
В разные годы в институте работали (и некоторые работают до сих пор) известные ученые: член-корреспондент НАНУ, д.ф.м.н., проф., Заслуженный деятель науки и техники Украины, Лауреат Государственной премии в области науки, член Украинского физического общества Цымбал Л. Т.; д.т. н., проф., академик АГНУ, Лауреат Государственной премии в области науки, Заслуженный Шахтер Украины, Заслуженный Горноспасатель, Кавалер золотого знака «Горняк России» Грядущий Б. А.; д.т.н., проф. Гавриленко Ю. Г.; д.ф.-м.н., член Украинского физического общества, член Нью-Йоркской академии наук США Гохфельд В. Г.; д.т. н., проф. Гребенкин С. С.; д.т. н., проф., Заслуженный Шахтер Украины Гринев В. Г.; д.т. н., проф. Заслуженный Шахтер Украины Ильюшенко В. Г.; д.т.н., проф., Лауреат Государственной премии Ильяшев Н. А.; д.т. н., проф. Кренида Ю. Ф.; д.т. н., проф., член Международного бюро по горной теплофизики, Лауреат премии Скочинского, награжден двумя серебряными и одной бронзовой медалями ВДНХ СССР Кузин В. А.; д.т. н., проф., акад. АГНУ, член Международной академии наук экологии и безопасности жизнедеятельности Маевский В. С.; д.т. н., проф., Заслуженный деятель науки и техники Украины Пашковский П. С.; д.т. н., проф. Антипов И. В.; д.т. н. Питаленко Е. И.
Институт физики горных процессов ДНР с 2015 возглавляет Директор:Доктор тех. наук, профессор, лауреат Государственной премии в области науки и техники Стариков, Геннадий Петрович.
Институт физики горных процессов НАНУ (эвакуированный в Днипро) в 2018 возглавил Гринёв, Владимир Григорьевич.

## Научная деятельность
Основные направления научной деятельности института:
- теоретические и экспериментальные исследования строения и сорбционных свойств углей методами радиофизики;
- исследование фазового состояния метана в угле;
- создание уникального оборудования для изучения свойств углей и горных пород при различных давлениях, температурах и видах нагружения;
- разработка способов прогноза и управления состоянием горного массива.

### Научные школы
В институте действуют следующие научные школы в области технических наук:
Физика уголь, основанная академиком А. А. Галкиным, выдающимися представителями которой являются член-корреспондент НАНУ, д.т. н., проф. А. Д Алексеев; д.ф.-м.н., проф. Е. П. Фельдман; д.ф.-м.н., проф. В. М. Юрченко. Направления научно-технической деятельности школы — исследования свойств уголь и горных пород и поведение их при объемной неравнокомпонентной нагрузке при высоких уровнях сжимающих напряжений; исследование фазового состояния метана в угле при высоких давлениях; фундаментальные, прикладные исследования.
Среди основных научных достижений школы следует отметить исследования, которые устанавливают, что органическое вещество угля образует с газами метастабильные однофазовые системы типа твёрдых растворов. Это позволяет оценить запасы газа в угле и, с учетом метана в виде твердого раствора, считать угольные месторождения Донбасса как углегазовые. А также установление критериев разрушения горных пород при объемной неравнокомпонентной нагрузке при высоких уровнях сжимающих напряжений, что позволило разработать способы прогноза и борьбы с газодинамическими явлениями в угольных шахтах.
Физика горных процессов, основанная чл.-корью НАНУ, академиком АГНУ и РАЕН, д.т. н., проф. А. Д. Алексеевым, выдающимися представителями которой являются: д.ф.-м.н., проф. Е. Н. Фельдман; д.т. н., проф. М. А. Ильяшов; д.т. н., проф. В. Есть. Жуков; д.ф.-м.н., проф. П. И. Поляков; д.т. н., в.н.с. В. Н. Ревва; д.т. н., в.н.с. Г. Н. Стариков; к.т. н., доц. Есть.  Кольчик; к.т. н., доц. М.  Лобков; к.ф.-м.н. К.  Ульянова. Направления научно-технической деятельности школы — физика горных процессов на больших глубинах; создание способов активного управления состоянием горного массива; разработка физико-химических технологий перевода угольных пластов в выбросонебезопасном состоянии; разработка методик прогнозирования состояния горного массива и земной поверхности при затоплении угольных шахт, которые выводятся из эксплуатации; фундаментальные, прикладные исследования.
Среди основных научных достижений школы следует отметить следующие:
- Исследование методом ЯМР кинетики газовыделения метанонасыщенного угля различных марок.
- Впервые установлено, что сорбционные свойства угля после обобщенного разрушение сдвигом маленькие, а скорость десорбции наибольшая. Следовательно, изменение сорбционных свойств угля после разрушения свидетельствует о том, что структура угля претерпевает изменения не только на макроуровне, но и на микроуровне. Также впервые экспериментально определено, что обработка угля растворами ЮАР уменьшает закрытую пористость угля в среднем в 2 раза.
- Разработана аппаратура для изучения совместного действия температуры и давлениена угольную вещество.
- Экспериментально методом ЯМР исследована динамика структурных изменений в угольной веществе в условиях гидростатического сжатия. Обнаружено создания подвижного флюида в органической массе обработанного давлением угля.
- Впервые разработана физическая модель системы «уголь-газ», которая позволяет оценивать степень влияния метанонасыщенности объема открытых и закрытых пор, скорости изменения напряженного состояния на ее устойчивость.
- Установлены особенности развития геомеханических процессов в горном массиве при закрытии угольных шахт и прекращении водоотлива. Разработаны методы прогноза возникновения деформаций поверхности для сложных горно-геологических условий.

В Институте более 35 лет выполняются работы, направленные на исследование напряженно-деформированного состояния угля и горных пород на больших глубинах, фазового состояния метана в угле и разработку способов активного управления состоянием углепородного массива, основанные на физико-химической обработке угля водными растворами поверхностно-активных и химически-активных веществ. Поэтому основными задачами научного коллектива Института были и остаются проведение фундаментальных исследований в области физики угля и горных процессов, исследования свойств и состояния горных пород при высоких неравнокомпонентных нагрузках, разработка способов прогноза состояния горного массива и выбросоопасности, разработка способов активного воздействия на угольные пласты для предотвращения выбросов угля и пород и управление фазовым состоянием метана.
За все время существования ИФГП (лаборатория, отдел, отделение, институт) бессменным его директором является член-корреспондент НАНУ, академик АГНУ и РАЕН, доктор технических наук, профессор, Лауреат Государственной премии Украины, Заслуженный Шахтер Украины А. Д. Алексеев. Под его руководством была основана научная школа «Физики горных процессов», где сформировались ученые, которые на базе исследований структуры угольного вещества и физических свойств горных пород, разработали новые методы и способы управления состоянием горного массива при разработке угольных пластов Донбасса, что позволило улучшить условия безопасности труда шахтёров.
Под руководством профессора А. Д Алексеева впервые в СССР была разработана и создана в 1972 году уникальная установка неравнокомпонентного трехосного сжатия УНТС, которая позволяет независимо по трем осям создавать сжимающие напряжения до 1100 МПа при замкнутой камере, что дало возможность моделировать напряженное состояние горного массива для глубин до 5000 г. Была сделана одна из первых работ в мировой практике с применением метода ЯМР для изучения фазовых переходов в углях при давлениях до 1000 МПа, определенные полиморфные переходы в кварце при разрушении горных пород под действием высокого давления.
Изучая свойства уголь и горных пород и поведение их при объемной неравнокомпонентной нагрузке при высоких уровнях сжимающих напряжений, Алексеев А. Д. создал новое направление в науке: "управление состоянием углепородного массива", которое сейчас является общепринятым. Научные исследования в этом направлении позволили А. Д Алексееву разработать способы прогноза и борьбы с газодинамическими явлениями в угольных шахтах.
Исследуя фазовое состояние метана в угле при высоких давлениях, А. Д Алексееву удалось открыть ранее неизвестную «свойство органического вещества угля образовывать с газами метастабильные однофазовые системы типа твердых растворов». Это открытие позволяет оценить запасы газа в угле и, с учетом метана в виде твердого раствора, считать угольные месторождения Донбасса как углегазовые.

### Современные исследования
Основные научные задачи Института:
"Проведение фундаментальных исследований в области физики угля и горных процессов": в этом направлении в институте, впервые в мире, методами радиофизики (ядерный магнитный и электронный парамагнитный резонансы) исследуется структура и сорбционные свойства угольного вещества с целью усовершенствования способов воздействия на угольные пласты, подвергнутые газодинамическим явлениям. Так же рассматриваются механизмы взаимодействия поверхностно-активных веществ и химически активных веществ с органической массой угля.
Использование методики ЯМР широких линий позволило получить более точную информацию о поведении метана в угле. На основе анализа теоретических и экспериментальных результатов установлено, что важнейшими параметрами, определяющими устойчивость системы «уголь-газ» является концентрация метана в открытых и закрытых порах, скорость изменения градиента напряженного состояния, механические характеристики угольного пласта, и количество влаги, что ограничивает диффузию метана из закрытых пор.
"Исследования свойств и состояния горных пород при высоких неравнокомпонентных напряжениях". Для проведения экспериментальных исследований в этом направлении создана уникальная установка, не имеющая аналогов, что позволяет на реальных горных породах моделировать объемное напряженное состояние для глубин до 5 км с любым соотношением главных напряжений и исследовать их предельное состояние с учетом скорости нагружения и изменения степени нарушенности.
Среди важнейших научных результатов в направлении теоретического и экспериментального исследований деформирования и разрушения в условиях объемной неравнокомпонентной нагрузки стоит отметить теоретически получены условия предельного состояния трещиноватых пород при объемном нагружены с учетом физико-механических и технологических характеристик.
"Разработка способов прогноза состояния горного массива". Работы в этом направлении посвящены вопросам оценки состояния горного массива по физико-механическим свойствам пород для разработки методов прогноза малоамплитудных разрывных нарушений и выбросоопасности песчаников в подготовительных выработках на пологих пластах. На основе результатов фундаментальных исследований разработаны критерии и параметры способов прогноза выбросоопасности при вскрытии угольных пластов, категоризации пластов по степени выбросоопасности, прогноза очагов выбросов при проведении пластовых подготовительных выработок и классификации газодинамических явлений, которые произошли (внезапные выбросы и обрушения), что прошли апробации на угольных шахтах, разрабатывающих выбросоопасные угольные пласты.
"Разработка способов активного воздействия на угольные пласты для предотвращения выбросов угля и пород и управление фазовым состоянием метана". Впервые были выполнены экспериментальные исследования геомеханических процессов вокруг щитовых забоев, как в непосредственной, так и в основной кровле и получены новые закономерности проявления процесса сдвижения горного массива.

### Подготовка научных кадров
В институте открыта аспирантура и докторантура, работает Специализированный Ученый совет Д.11.184.02 по защите докторских и кандидатских диссертаций из двух специальностей: 05.15.02 «Подземная разработка месторождений полезных ископаемых»; 05.15.11 «Физические процессы горного производства». Все, кто заканчивают аспирантуру, защищают диссертации в спецсовете.
В институте издается сборник научных трудов «Физические проблемы горного производства», который входит в перечень специализированных изданий ВАК Украины.

### Публикации, открытия
Учеными института опубликовано более 600 научных трудов, в том числе 16 монографий, получено 44 патента и авторских удостоверение, разработаны и внедрены на шахтах страны 12 способов прогноза и управления состоянием горного массива, вошли в нормативные документы отрасли.
Среди них можно отметить самые влиятельные: Монографии:
- Разрушение горных пород в объемном поле сжимающих напряжений/Алексеев А. Д., Ревва В. Н., Рязанцев Н. А./Отв. редактор Береснев Бы. Ы., Донецкий физико-технический институт. — Киев: Наукова думка, 1989. — 168 с.
- Алексеев А. Д., Зайденварг В. Е. и др. Радиофизика в угольной промышленности. — М.: Недра, 1992. — 184 с.
- Алексеев А. Д., Сургай Н. С. Прогноз и управление состоянием горного массива. — Киев: Наукова думка. — 1994. — 201 сек.
- Alexeyev A. D., V. G. Ilyushenko, V. I. Kuzyara. Coal mass state: NMR-ANALYSIS AND CONTROL. Киев: Наукова думка, 1995. — 223 с.
- Решение геоэкологических и социальных проблем при эксплуатации и закрытии угольных шахт / Янукович В. Ф., Азаров Н. Я., Алексеев А. Д. и др. — Донецк, ООО «АЛАН». — 2002. — 480 с.

Стандарты:
- Отраслевой стандарт Украины 101.24647077.001-2003. Прогнозирование очагов выбросов угля и газа в забое пластовой подготовительной выработки / Алексеев А. Д., Стариков Г П., Кольчик Есть. И., Лобков Н. И. и другие. — 15 сек.
- КД 12.10.05.01-99. Прогноз выбросоопасности при вскрытии крутых и крутонаклонных пластов. Методические указания / Алексеев А. Д., Стариков Г П., Недодаев Н.  — 23 сек. (рус.)
- КД 12.01.05.070-2001. Способ отличия внезапного обрушения (высыпания) угля от выброса для экспертной оценки типа ГДЯ. — 21 сек.
- Проветривание шахтных накопительных бункеров уголь в нормальном режиме работы и аварийных ситуациях. Методы расчетов. ГСТУ 10.1-04675545-007-2003. Пашковский Н. С., Греков С. П., Зинченко Н. И., Кошовский Б. И., Смоланов  М., Тында Г Б., Алексеев А. Д., Шевченко Л  — 16 сек.
- Алексеев А. Д., Шевченко Л. В., Смоланов И. Н. и др. Метод определения времени образования в горных выработках, пройденных по пласту, опасных концентраций метана и других УВ при пожарах с учету сорбционных свойств угля. СТП утв. 11.11.2002 № 143/1 ЦШ ГВГСС. — Донецк. — 2002. — 18 сек. (рус.)

Сборники:
- Физико-технические проблемы горного производства/Под общ. ред. А. Д Алексеева. — вып. 1-15 за 1998-2012 рр.

Сотрудники института являются авторами научного открытия"Свойство органического вещества угля образовывать с газами метастабильные однофазные системы по типу твердых растворов"».